# Marcha turca (Beethoven)

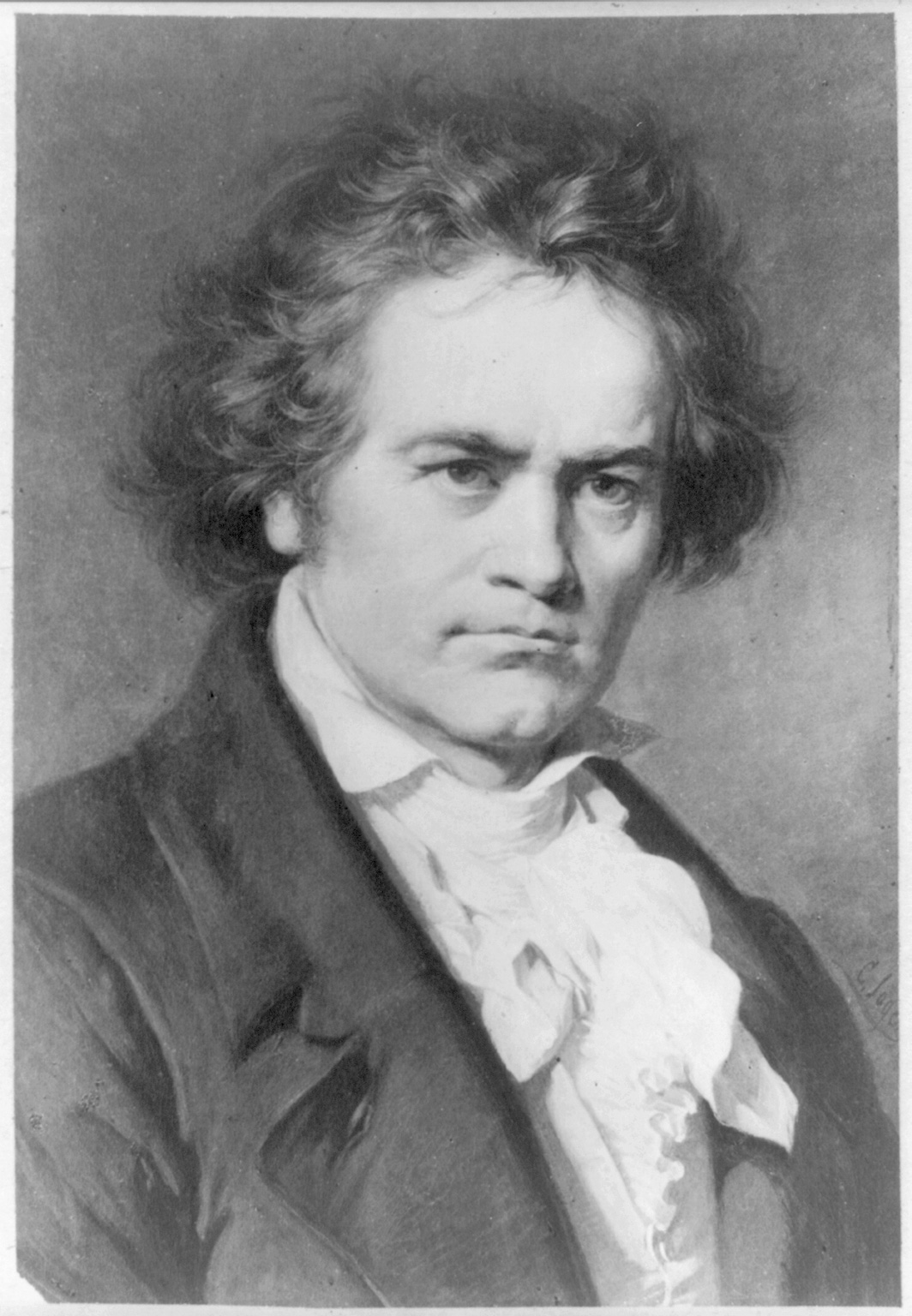
Retrato de Ludwig van Beethoven.

La Marcha turca (Marcia alla turca) es la composición Op. 113 n.º 4 del célebre compositor alemán Ludwig van Beethoven, escrita en 1809, incluida en el conjunto de piezas de música incidental de la obra "Las ruinas de Atenas" (Die Ruinen von Athen).
Originalmente el tema fue utilizado por Beethoven en sus “6 variaciones Op. 76”, de 1809. En 1811, Beethoven escribió una obertura y música incidental para una obra de August von Kotzebue llamada Las Ruinas de Atenas (Op. 113) que se estrenó en Budapest, en Hungría en 1812.
La marcha está en si bemol mayor, el tempo es vivace y el compás de 2/4 (dos negras por compás). Su esquema dinámico es altamente sugestivo de una procesión: empieza pianissimo, creciendo poco a poco hasta un clímax en fortissimo y luego retrocede de nuevo a pianissimo en la coda.

## En la cultura popular
Esta pieza musical sirvió como inspiración para la melodía "The Elephant Never Forgets", de Jean-Jacques Perrey, que a su vez se hizo famosa por ser el tema de apertura de la popular serie mexicana El Chavo del Ocho. También ha aparecido en los videojuegos Sea Hunt (Froggo FG1009) y Mr. Do!.